# قرة خضر (ملكان)
قرة خضر هي قرية في مقاطعة ملكان، إيران. عدد سكان هذه القرية هو 1,680 في سنة 2006.